# Pizzo Tracciora di Cervatto
Il Pizzo Tracciora di Cervatto (1.917 m. s.l.m.) è una cima che si trova in Valsesia nei Contrafforti valsesiani del Monte Rosa, nelle Alpi Pennine.

## Descrizione
La montagna è collocata al confine tra la Val Mastallone e la Val Sermenza (laterali della Valsesia). La zona intorno alla vetta è stata in passato sede di numerosi alpeggi, oramai ridotti a ruderi. Tra i più importanti si ricordano l'Alpe Oro dell'Asino, l'Alpe Masareui  e l'Alpe Prato Bianco. Sulla sommità si trava una croce di vetta.

## Accesso alla vetta

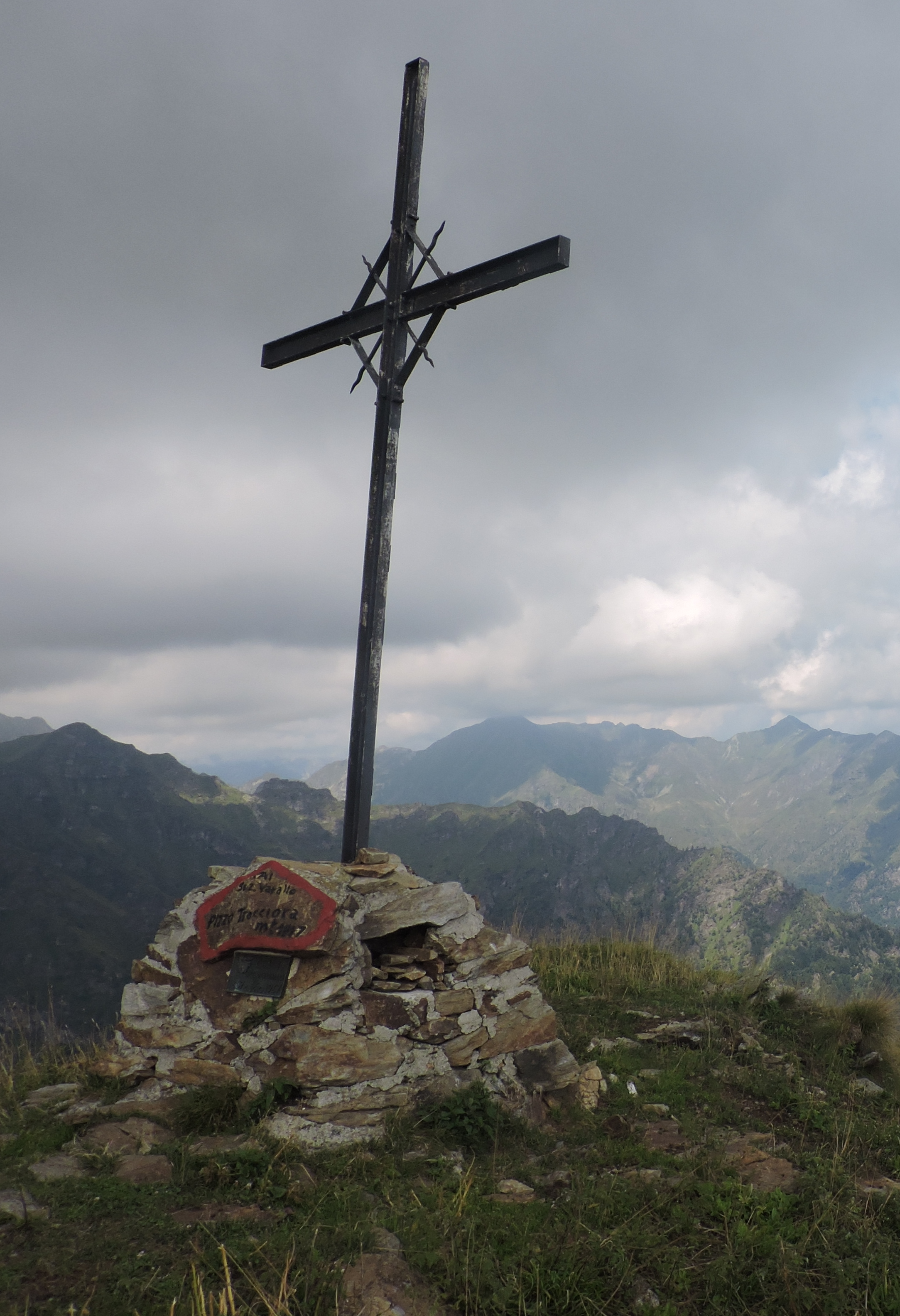
La croce di vetta

La cima della montagna si può raggiungere in circa 3 ore tramite comoda mulattiera dal centro di Rossa seguendo il segnavia numero 400, oppure dal comune di Cervatto per il sentiero n. 501 passando per la Villa Banfi, anche in questo caso in circa 3 ore.. Un altro itinerario, più lungo, per raggiungere la vetta è quello che parte dalla frazione Grassura, in Val Mastallone che raggiunge la frazione Meula e successivamente la Sella di Camplasco.